# Бреннхаузен (замок, Бавария)
Бреннхаузен (нем. Burg Brennhausen) — старинный замок. Расположен примерно в четырёх километрах к западу от города Зульцдорф-ан-дер-Ледерхеккедорфа в районе Рён-Грабфельд в Нижней Франконии (Бавария, Германия). Хорошо сохранился. По Замок своему типу относится к замкам на воде. находиться в частной собственности и используется как жилое здание.

## История

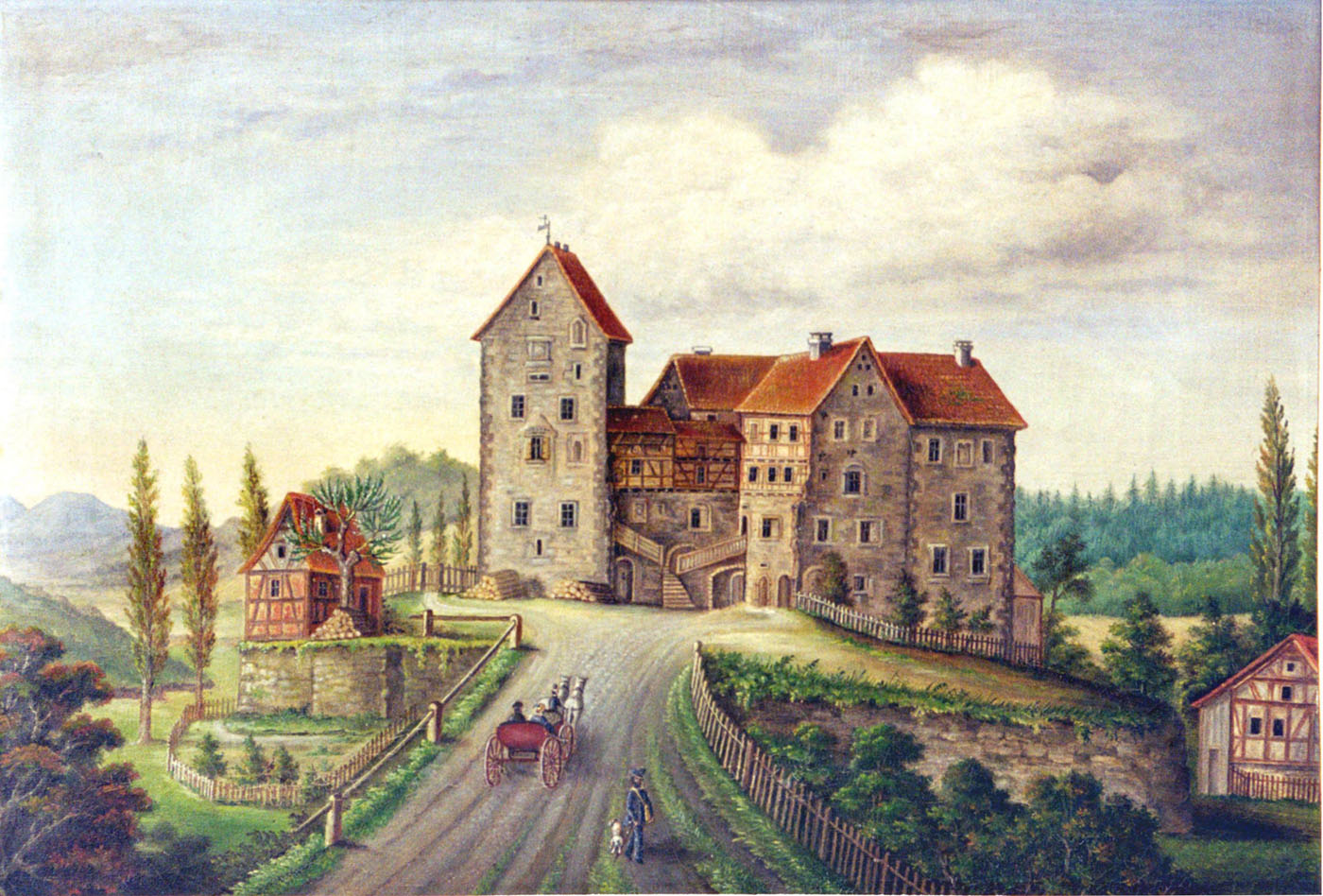
Изображение замка на старинном рисунке

### Ранний период
Укрепления в данном месте в качестве пограничного поста на границе между Хасбергеном и Грабфельдом существовали ещё в X веке. Изучение построек показало, что часть из них относиться к XIII веку. Но письменные упоминания о замке появляются только в 1421 году в документе графов Хеннебергов, которые передали его в феод роду Трухзес фон Ветцхаузен. Затем замок упоминается в документах в 1439 и 1522 годах.
Замок был полностью окружён водой и в немецкой традиции назывался вассершлос (замок на воде, нем. Wassershcloss).

### Новое время
Во второй половине XVII века епископ Вюрцбурга передал замок в управление Францу Гюнтеру с одновременным возведением его в дворянское достоинство. Соответственно Гюнтер стал отныне именоваться Гюнтером фон Бреннхаузеном.
В 1681 году замок опять вернулся в собственность епископа. Вскоре Бреннзаузен был отдан в собственность барону Гансу Каспару фон Бибра в качестве компенсации за отобранные у него владения в Бургвальбахе. Его внук Фридрих-Готтхельф стал основателем династии баронов Бибр-Бреннхаузен. Представители этого рода до сих пор проживают в замке.

### XIX-XX века
В 1861 году была проведена реконструкция замка и он обрёл современный вид. Из сохранившихся во Франконии подобных типов крепости, которая одновременно является жилой резиденцией, можно вспомнить только Лихтенштайн (его часть, именуемую Зюдбург). 
В конце XX века были восстановлены и заполнены водой рвы. Таким образом замок вновь оказался окружён окружен водой и попасть в него можно только по каменному мосту.

## Галерея

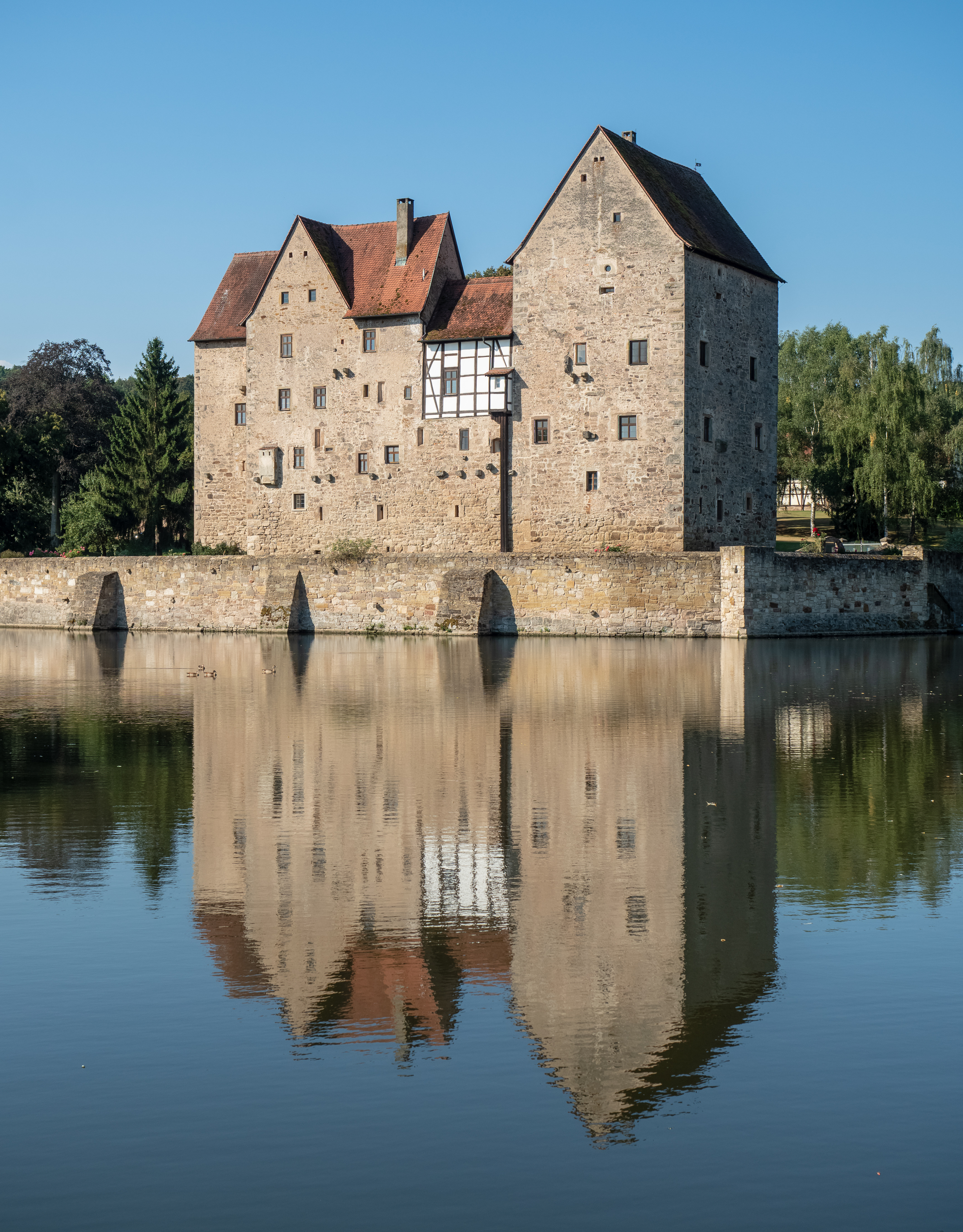
Вид замка со стороны озера
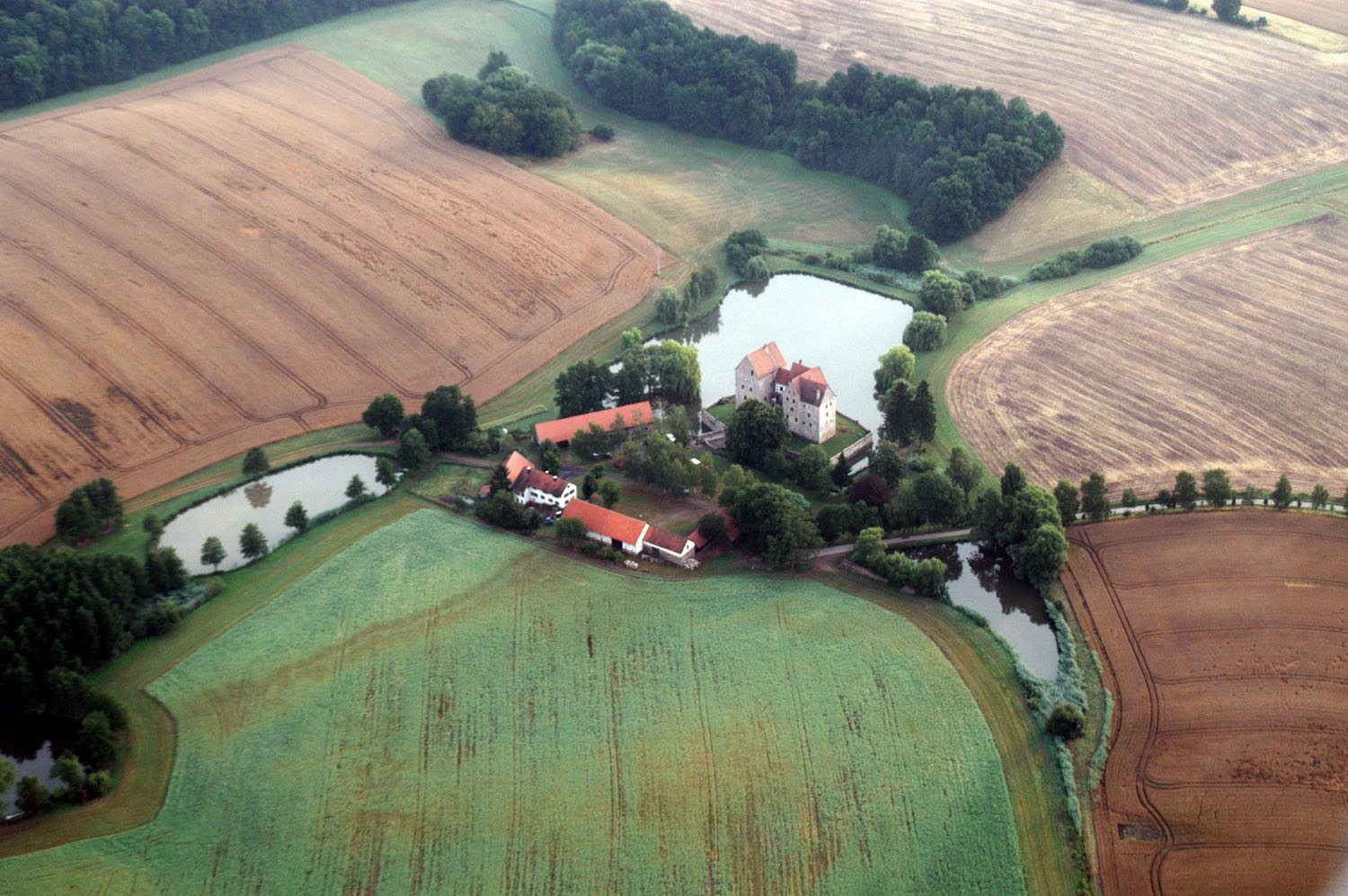
Вид замка и окрестностей с высоты птичьего полёта
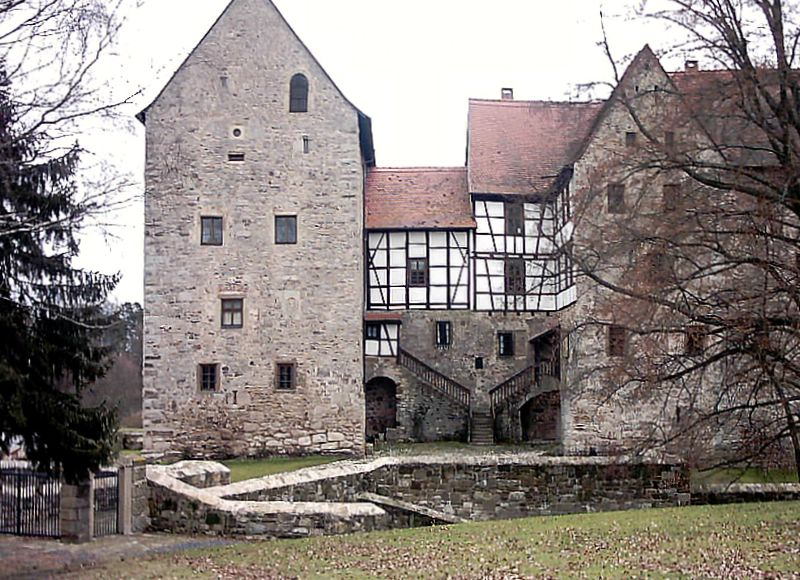
Вход в жилую часть замка
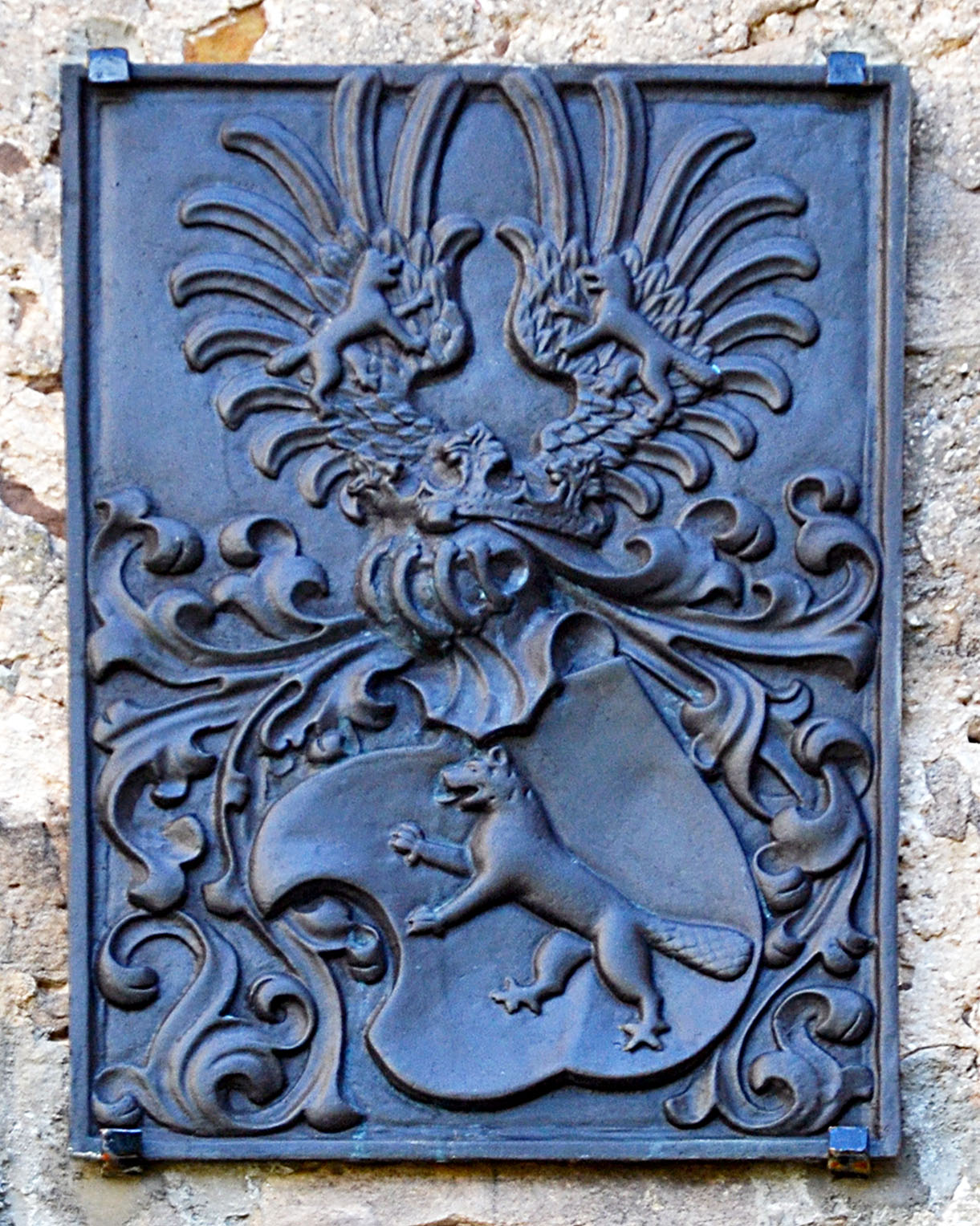
Родовой герб барнов фон Бибр на фасаде замка